# اچ‌ام‌اس هاتسپر (اچ۰۱)
اچ‌ام‌اس هاتسپر (اچ۰۱) (به انگلیسی: HMS Hotspur (H01)) یک کشتی بود که طول آن ۳۲۳ فوت (۹۸٫۵ متر) بود. این کشتی در سال ۱۹۳۶ ساخته شد.